# جواز سفر فنلندي
تصدر جوازات سفر الفنلندية لمواطني فنلندا لغرض السفر الدولي. ويعتبر جواز السفر الفنلندي دليل على الجنسية الفنلندية، وأيضا يسهل الجواز عملية تأمين المساعدة من المسؤولين في القنصلية الفنلندية في الخارج (أو قنصليات الاتحاد الأوروبي الأخرى أو بعثات دول الشمال في حالة غياب مسؤولي القنصلية الفنلندية).
كل مواطن فنلندي هو أيضا مواطن في الاتحاد الأوروبي. جواز السفر، بالإضافة إلى بطاقة الهوية الوطنية يسمح بحرية التنقل والإقامة في أي دولة من دول الاتحاد الأوروبي والمنطقة الاقتصادية الأوروبية.

## متطلبات التأشيرة

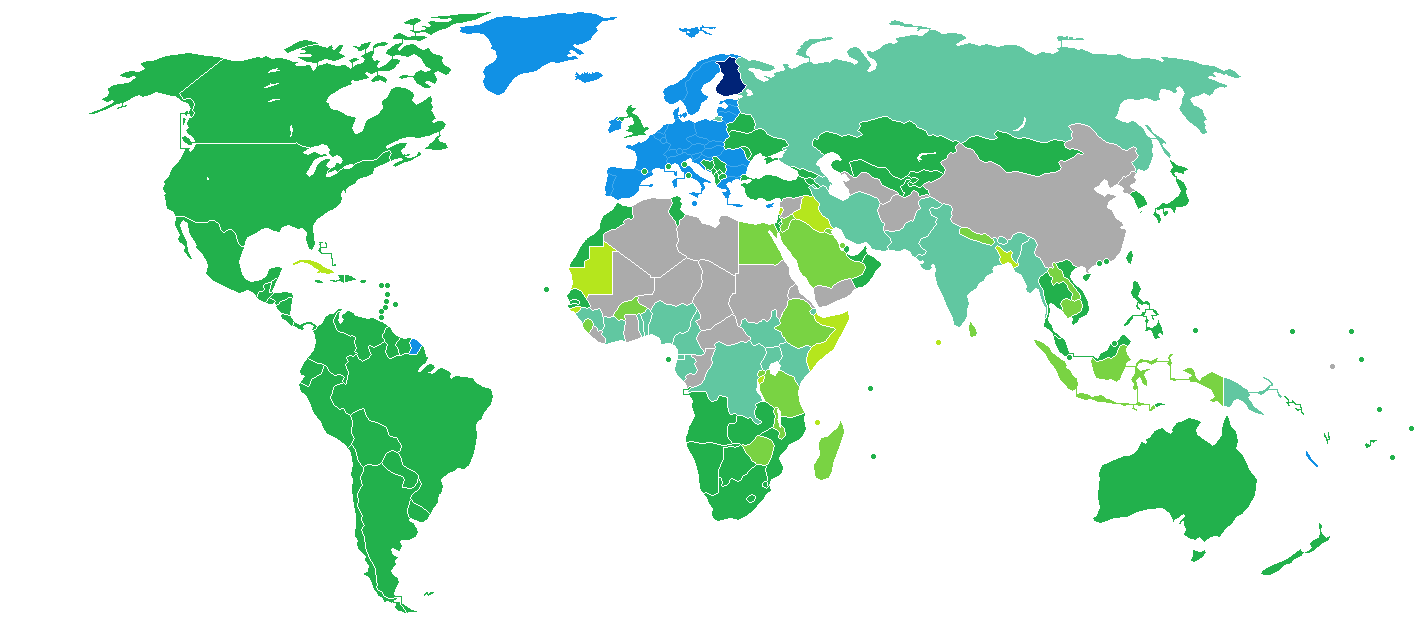
البلدان والأقاليم التي لا تفرض تأشيرة أو تطلب تأشيرة دخول عند الوصول للجهة، لحاملي جوازات السفر الفلندية العادية.

اعتبارًا من 13 أبريل 2021 كان المواطنون الفنلنديون يتمتعون بدخول 189 دولة وإقليم بدون تأشيرة أو تأشيرة عند الوصول، مما جعل جواز السفر الفنلندي فيي المرتبة الثالثة من حيث حرية السفر وفقًا مؤشر هينلي لجوازات السفر. وصنفت منظمة السياحة العالمية جواز السفر الفنلندي الأول عالميًا في 15 يناير 2016 من حيث حرية السفر مع مؤشر التنقل 160. وصنف مؤشر جواز سفر آرتون كابيتال جواز السفر الفنلندي في المرتبة الثانية في العالم مع درجة 165 في 30 يوليو 2018.
يتمتع المواطنون الفنلنديون بحرية التنقل داخل المنطقة الاقتصادية الأوروبية وسويسرا. وجميع مواطني الاتحاد الأوروبي والرابطة الأوروبية للتجارة الحرة معفيين من التأشيرة ويحق لهم قانونًا الدخول والإقامة في بلدان بعضهم البعض.

## أولاند
باعتبار أولاند منطقة تتمتع بالحكم الذاتي مع حكومتها الخاصة لديها جواز سفر منفصل.ولكن لا يشير ذلك إلى جنسية مختلفة، حيث أن جميع حامليها مواطنون فنلنديون. على عكس البلدان الدنماركية المتمتعة بالحكم الذاتي أو ملحقات التاج البريطاني (لا ينتمي أي منها إلى الاتحاد الأوروبي) وبالتالي فإن جواز سفر جزر أولاند يجلب جميع حقوق ومزايا عضوية الاتحاد الأوروبي. يتبع جواز السفر تنسيق الاتحاد الأوروبي القياسي.

## معرض

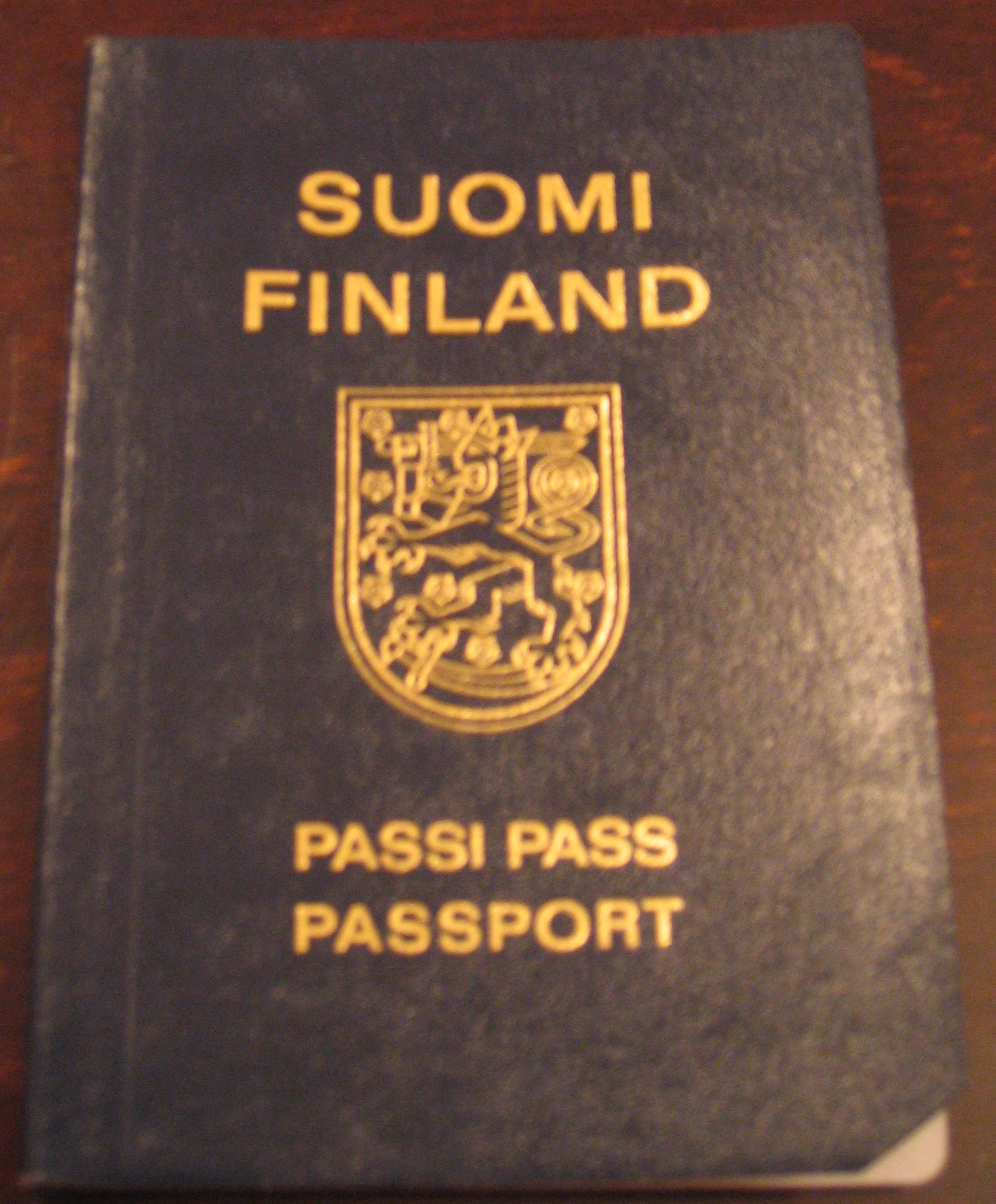
الغلاف الأمامي لجواز السفر الفنلندي قبل عام 1996
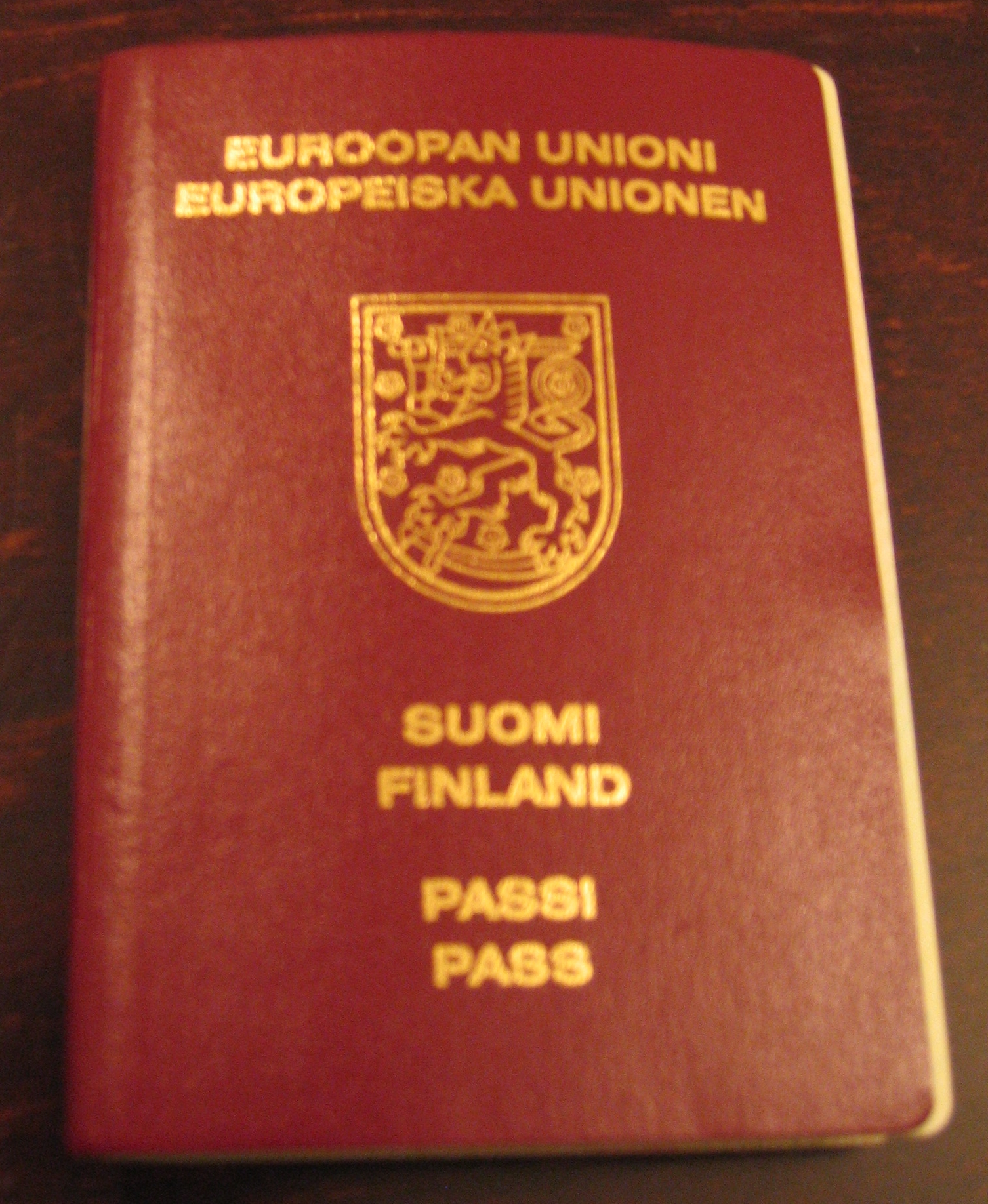
الغلاف الأمامي لجواز سفر فنلندي غير مقروء آليًا في الاتحاد الأوروبي 1996-2006
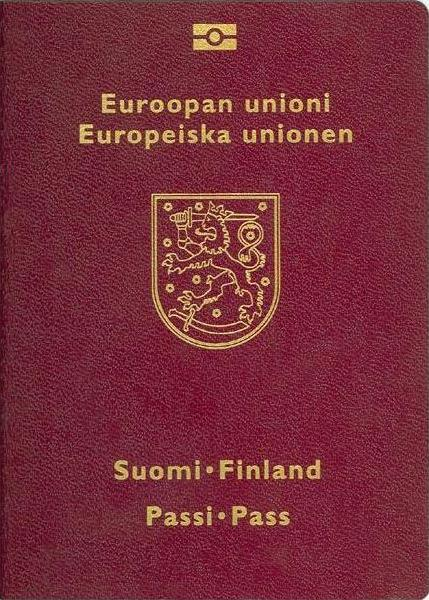
الغلاف الأمامي لجواز السفر الفنلندي الإلكتروني 2006-2012
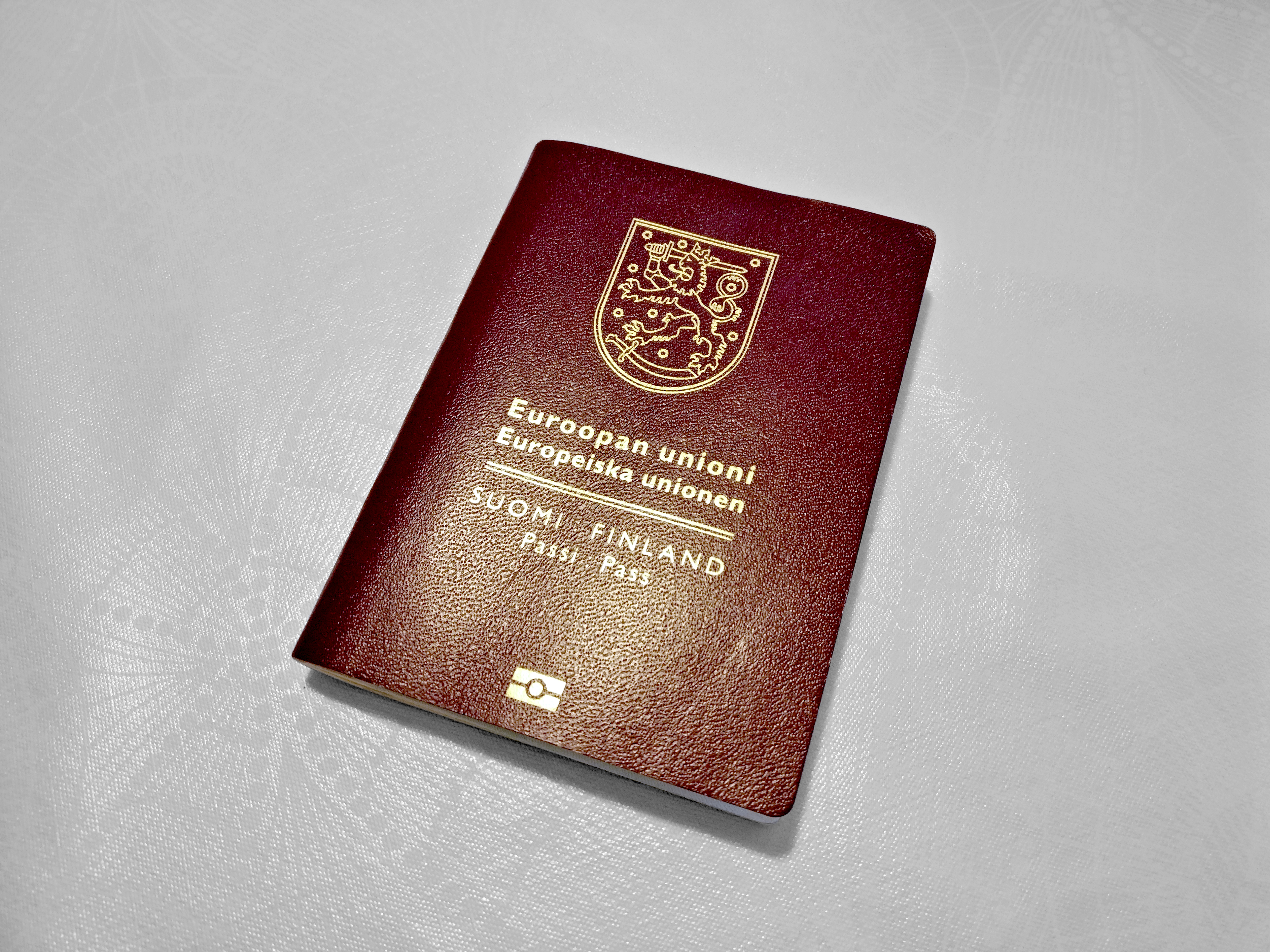
الغلاف الأمامي لجواز السفر الفنلندي الإلكتروني 2012-2016
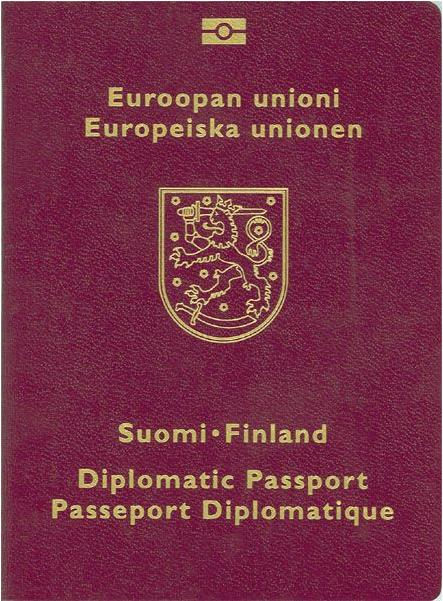
الغلاف الأمامي لجواز السفر الدبلوماسي الإلكتروني
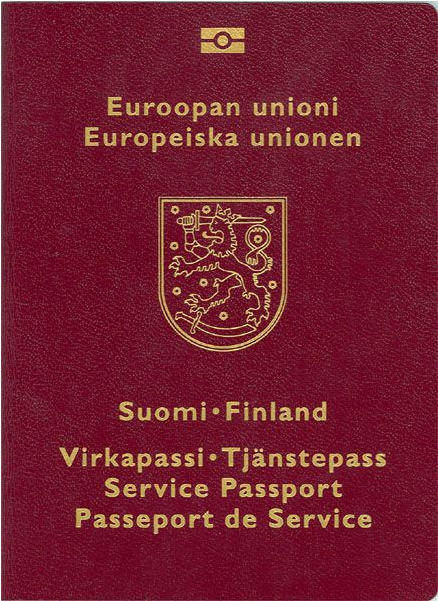
الغلاف الأمامي لجواز سفر الخدمة الإلكتروني
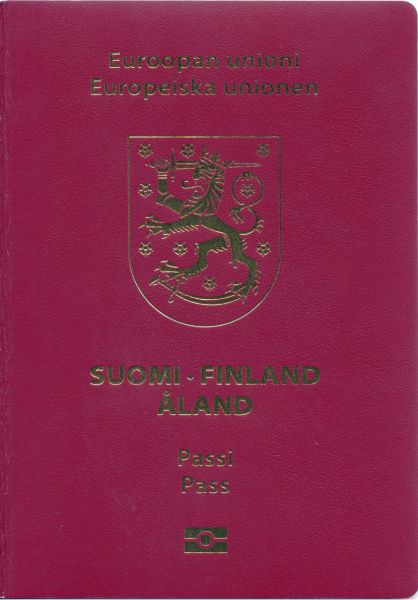
جواز السفر أولاند